# Рамоны
Рамоны — деревня в Тёмкинском районе Смоленской области России. Входит в состав Селенского сельского поселения. Население — 1 житель (2007 год).
Расположена в восточной части области в 12 км к северо-западу от Тёмкина, в 26 км юго-восточнее автодороги М1 «Беларусь», на берегу реки Шетцы. В 3 км южнее деревни расположена железнодорожная станция О.п. 39-й км на линии Вязьма — Калуга.

## История
Крайняя дата упоминания в систематических списках 1811 год. В Списке населенных мест за 1859 год под номером 11811 — в деревне Рамоны было всего 7 дворов с населением 77 человек (34 м.п. и 43 ж.п.) с положением при колодцах. В Списке населенных мест за 1904 год: дворов — 17, число жителей 93 (45 м.п. и 48 ж.п.).
В годы Великой Отечественной войны деревня была оккупирована гитлеровскими войсками в октябре 1941 года, освобождена в марте 1943 года.